# Listes de mines en Europe
Voici des listes de mines situées en Europe classées en fonction du pays où elles se situent. 

## Pays
- Liste de mines en Allemagne
- Liste des bassins houillers français
- Liste de mines au Kosovo
- Liste de mines en Pologne
- Liste de mines en Tchéquie
- Liste de mines en Roumanie
- Liste de mines en Russie
- Liste de mines au Royaume-Uni
- Liste de mines en Ukraine